# USNS Shughart (T-AKR-295)
USNS «Шугарт» (T-AKR-295) (англ. USNS Shughart (T-AKR-295) — допоміжне військове транспортне судно-ролкер, головне типу «Шугарт» у класі LMSR, що підпорядковується Командуванню морських перевезень ВМС США.

## Зміст
«LAURA MAERSK» був закладений 1980 на верфі данської компанії Lindovaerftet, Оденсе, як контейнеровоз. У 1987 стало на ремонт та модернізацію у корейській суднобудівній компанії Hyundai, де судно було подовжено на кілька метрів, та на початку 1990-х повернулося до строю.
7 травня 1996 «Laura Maersk» був придбаний ВМС Сполучених Штатів і був підпорядкований Командуванню морських перевезень ВМС США. Згодом вантажне судно було направлене на переобладнання до доків компанії National Steel and Shipbuilding Company у Сан-Дієго в Каліфорнії. Невдовзі судно після переконфігурації на клас «великий, середньої швидкості, ролкер» (англ. large, medium-speed, roll-on/roll-off ship (LMSR) отримало назву USNS «Шугарт» на честь американського військовослужбовця, сержанта 1-го класу сил спеціальних операцій армії США, снайпера 1-го загону спеціальних операцій «Дельта», кавалера Медалі Пошани Ренді Шугарта.
Допоміжне військове транспортне судно-ролкер «Шугарт» має спроможності перекидання морем 58 танків, 48 інших бойових гусеничних машин та більше за 900 колісних машин різної конфігурації. Для завантаження-розвантаження вантажем, «Шугарт» обладнаний 2-ма 110-т кранами, портами та іншим облаштуванням для перевезення важких матеріалів та техніки.